# Lambu (plaats)
Lambu is een bestuurslaag in het regentschap Bima van de provincie West-Nusa Tenggara, Indonesië. Lambu telt 1822 inwoners (volkstelling 2010).